# John Adams Dix
John Adams Dix (Boscawen, 24 luglio 1798 – New York, 21 aprile 1879) è stato un politico e generale statunitense.

## Biografia
Fu Senatore e Segretario al tesoro degli Stati Uniti d'America durante la presidenza di James Buchanan. Dix fu anche Generale dell'Esercito dell'Unione durante la Guerra civile americana.
Nel 1873, a 75 anni, passato ai repubblicani, divenne Governatore di New York, carica per la quale aveva corso nel 1848 da democratico, venendo sconfitto da Hamilton Fish. A fine mandato non venne rieletto governatore e, a 78 anni, si candidò come sindaco di New York senza successo.
Oltre all'attività politica e militare, è da segnalare che Dix, dopo aver diretto alcune compagnie ferroviarie minori, tra il 1863 e il 1868 fu presidente della Union Pacific Railroad proprio durante la costruzione della First Transcontinental Railroad.